# Ahmed Marcouch
Ahmed Marcouch (Beni-Boughafer (Marokko), 2 mei 1969) is een Nederlands PvdA-politicus en bestuurder van Marokkaanse afkomst. Sinds 1 september 2017 is hij burgemeester van Arnhem. 
Eerder was hij van 17 juni 2010 tot 23 maart 2017 Tweede Kamerlid. Daarvoor was hij van 11 maart 2010 tot 8 september 2010 gemeenteraadslid van Amsterdam en van april 2006 tot 11 maart 2010 stadsdeelvoorzitter van Slotervaart.

## Achtergrond
Marcouch werd geboren in een kustplaatsje in Noord-Marokko. Zijn vader was begin jaren zeventig naar Europa vertrokken en werkte als gastarbeider in Amsterdam. Zijn moeder overleed toen hij drie jaar oud was, er waren negen kinderen. Zijn vader had tevens vijf kinderen uit zijn tweede huwelijk. In Marokko zat hij op de koranschool. Door een fout in het bevolkingsregister had hij jaren achtereen officieel de leeftijd van een in 1966 overleden broer met dezelfde voornaam.
In 1979 werden de tienjarige Ahmed en de rest van het gezin met hun vader herenigd. De familie woonde in de Oosterparkbuurt in Amsterdam. Op de Vierde Montessorischool in Amsterdam-Oost leerde hij in twee jaar Nederlands en lezen en schrijven. Hij ging naar de lts en deed daar bouwtechniek en was daarnaast voor de Volkskrant krantenbezorger op de Kadijken en in de Tsaar Peterbuurt. Hij verliet op zijn zestiende het ouderlijk huis, en betrok een woning in Nieuwendam toen hij nog op de mts zat. Marcouch trad op zijn negentiende in het huwelijk met zijn achttienjarige nicht uit Marokko. Het paar bleef vijftien jaar getrouwd en kreeg drie kinderen.
Op zijn achttiende solliciteerde Marcouch bij de politie, maar werd afgewezen. Vervolgens begon hij zijn loopbaan als ziekenverzorger bij woonzorgcentrum Leo Polakhuis te Amsterdam. Daarna werkte hij drie jaar lang als procesoperator bij Van Leer. Na Van Leer werkte Marcouch als schoonmaker bij Rentokil. Vervolgens werkte hij vanaf 1993 tien jaar bij de Amsterdamse politie, als agent, hoofdagent en brigadier. In die periode deed hij tevens de hbo-lerarenopleiding maatschappijleer aan de Hogeschool van Amsterdam. Hij was leraar maatschappijleer aan het ROC en werkte bij het Landelijk Expertisecentrum Diversiteit van de Politieacademie als projectleider, en bij het stadsdeel Zeeburg als procesmanager jeugdbeleid en sociale veiligheid. Hij kreeg bekendheid als woordvoerder en bestuurslid van de Unie van Marokkaanse Moskeeën in Amsterdam en Omstreken (UMMAO).
In 2005 vroeg Marcouch tevergeefs een subsidie aan van 150.000 euro om in Amsterdam een debat te organiseren met de Egyptische imam Yusuf al-Qaradawi. Hij zei later de standpunten van Al-Qaradawi verwerpelijk te vinden, maar de geestelijke zou volgens Marcouch ook terreurdaden hebben veroordeeld en moslims hebben opgeroepen te integreren en de taal te leren.
In 2011 ontving Marcouch de eerste LHBT-Innovatieprijs van het ministerie van Onderwijs, Cultuur en Wetenschappen.

## Politieke carrière

### Stadsdeelvoorzitter en Tweede Kamerlid

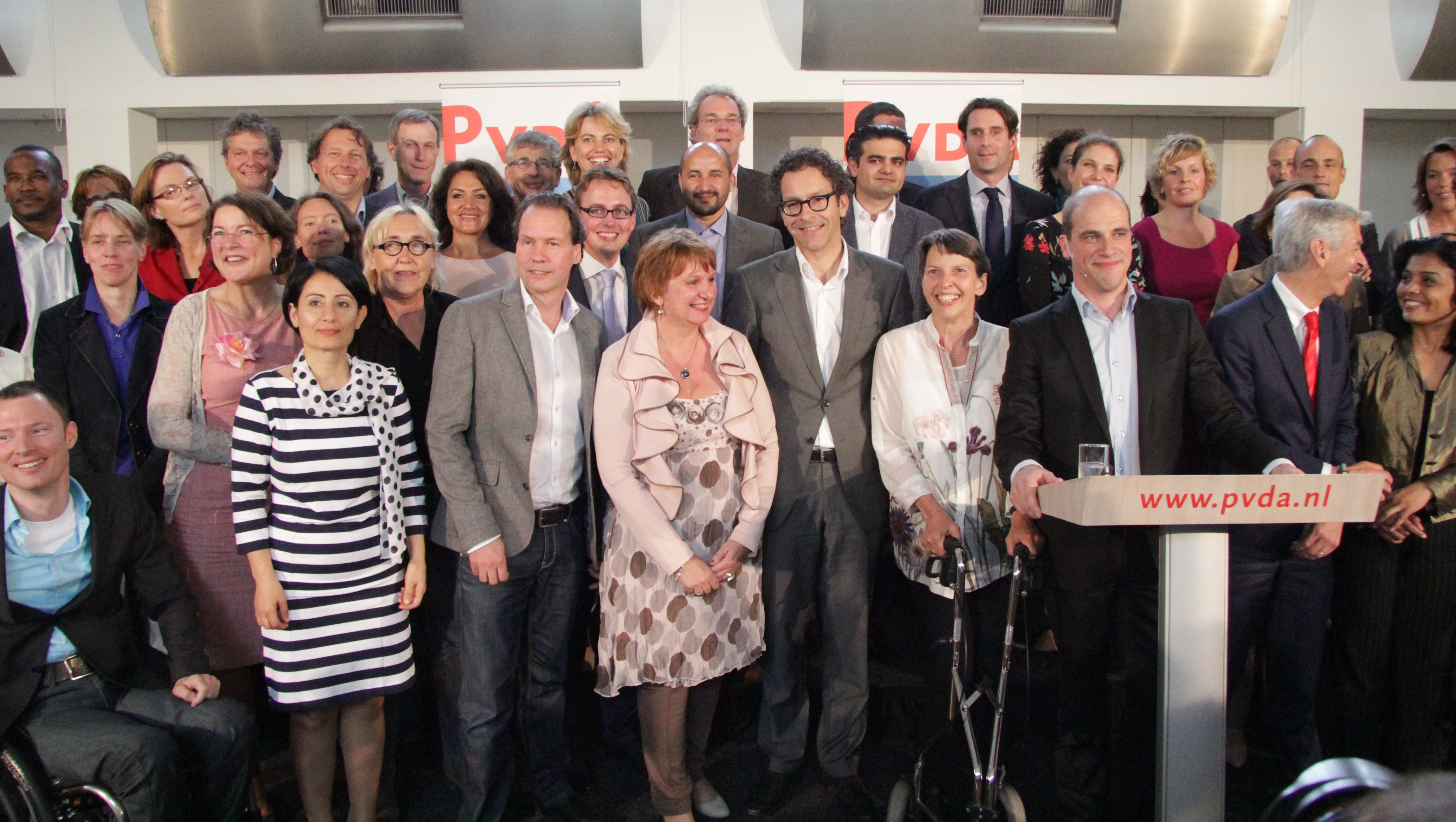
Presentatie kandidatenlijsten Tweede Kamerverkiezingen PvdA (2012).

In mei 2006 trad hij aan als stadsdeelvoorzitter in Slotervaart, dat bekendstond als een stadsdeel met veel problemen. Hij was daarmee de eerste Marokkaanse en islamitische stadsdeelvoorzitter (burgemeester) van Nederland. Zijn portefeuille bevatte onder meer veiligheid, onderwijs en algemene zaken. Hij kreeg landelijke bekendheid door zijn harde opstelling ten opzichte van probleemjongeren.
Hij stelde voor om islamonderwijs te geven op openbare scholen. Ook wilde hij jongeren die zich misdroegen en slechts een verblijfsvergunning hadden het land uit kunnen zetten. Hij zette zich sterk in voor de homo-emancipatie in Slotervaart en in moslimkringen. Zo startte de Gay Parade in 2009 vanuit Slotervaart. Zijn beleid kwam hem ook op tegenstand te staan, onder andere vanuit de Marokkaanse bevolking. Op 4 oktober 2008 woonde hij het Suikerfeest bij dat het COC voor een groep moslimhomo's organiseerde. De boze reacties leidden tot een gesprek tussen Marcouch en dertig verontwaardigde Marokkaanse mannen.
Op 7 december 2009 verloor hij de lijsttrekkersverkiezingen voor de stadsdeelraad van het nieuwe stadsdeel Nieuw-West van Achmed Baâdoud. Deze stelde dat de overheid moest wegblijven van religie. Marcouch had de steun van de partijtop, waaronder Lilianne Ploumen, Lodewijk Asscher en Wouter Bos. Het kamp van Baâdoud zou de val van Marcouch hebben voorbereid als een machtsgreep.
Ondanks een onverkiesbare 29e plaats op de kandidatenlijst van de PvdA werd Marcouch met 12.000 voorkeurstemmen gekozen in de Amsterdamse gemeenteraad. Op 11 maart 2010 werd hij beëdigd. Hij stond op de 15e plaats op de kandidatenlijst van de PvdA voor de Tweede Kamerverkiezingen van 2010. Bij deze verkiezingen behaalde de PvdA 30 zetels en Marcouch kreeg dus een Kamerzetel. Omdat de PvdA niet wil dat politici zitting hebben in zowel de Tweede Kamer als in de gemeenteraad stapte Marcouch op 8 september 2010 op als gemeenteraadslid. Als Kamerlid hield hij zich vooral bezig met politie, veiligheid en integratie.
Eind 2010 bracht hij zijn autobiografische boek Mijn Hollandse Droom uit, dat vooral over zijn jeugd gaat en wat hij gedaan heeft om in zijn leven hogerop te komen.
In februari 2017 presenteerde hij een conceptvoorstel voor een initiatiefwet om 'straatintimidatie' strafbaar te stellen. Bij de Tweede Kamerverkiezingen van 2017 stond Marcouch op de dertiende plaats van de kandidatenlijst, maar de PvdA haalde slechts negen zetels. Op 23 maart 2017 verliet hij de Tweede Kamer.

#### Conflict met imam
Marcouch werd door de Haagse imam Fawaz Jneid in april 2008 een Munafiq (hypocriet) genoemd. Marcouch antwoordde door te stellen dat Fawaz op deze wijze een fatwa over hem had uitgesproken en dat het uitspreken van fatwa's bij wet verboden zou moeten worden. Marokkaanse organisaties distantieerden zich bij monde van het Samenwerkingsverband van Marokkaanse Nederlanders (SMN) van de imam omdat ze zijn religieuze veroordeling vonden getuigen van onverantwoord gedrag. In april 2008 gingen Ahmed Marcouch en Fawaz Jneid met elkaar in debat. Hieruit kwam naar voren dat Fawaz geen fatwa had uitgevaardigd.

### Burgemeester van Arnhem
Op 3 juli 2017 werd Marcouch door de gemeenteraad van Arnhem voorgedragen als nieuwe burgemeester. De voordracht was niet onomstreden. Geert Wilders, partijleider van de Partij voor de Vrijheid, had grote moeite met de voordracht van Marcouch en ging in protest voor het gemeentehuis van Arnhem. Een motie die Wilders in de Tweede Kamer indiende tegen de benoeming van Marcouch werd met overgrote meerderheid verworpen. Wilders maakte bezwaar omdat Marcouch volgens de PVV discrimineert, omdat hij vindt dat PVV'ers niet bij de politie mogen. De installatie van Marcouch werd kort verstoord door enkele demonstranten van Pegida Nederland.
Op 25 augustus 2017 droeg het kabinet Marcouch voor als burgemeester van Arnhem. Op 1 september 2017 volgde Marcouch Herman Kaiser (CDA) als burgemeester op. Naast zijn burgemeesterschap werd Marcouch voorzitter van de Stadsregio Arnhem Nijmegen. Ook kwam hij aan het hoofd te staan van de Veiligheidsregio Gelderland-Midden. Zijn eerste openbare optreden was de officiële opening van het vernieuwde Huis der Provincie op 20 september 2017. Na de arrestatie van potentiële terroristen in de Arnhemse wijken Presikhaaf en Het Broek gaf Marcouch, als eerstverantwoordelijke voor de openbare orde in de gemeente Arnhem, verschillende persconferenties over het verloop van de gebeurtenissen. Volgens het Openbaar Ministerie en de politie was met de aanhouding van de mannen een grote terroristische aanslag voorkomen.
In 2019 deed Arnhem, onder leiding van burgemeester Marcouch, een serieuze gooi naar de organisatie van het Eurovisiesongfestival in 2020. Op 10 juli 2019 overhandigde Marcouch op het Media Park in Hilversum het bidboek dat de NPO er van moest overtuigen dat Arnhem daarvoor de beste plek was. Rotterdam, Utrecht, Den Bosch en Maastricht meldden zich ook officieel aan bij de organisatie om het Eurovisiesongfestival te organiseren. Uiteindelijk viel Arnhem met Den Bosch, Utrecht en Maastricht af als potentiële gaststad. In financieel opzicht kon het budget van Arnhem niet tippen aan het kapitaalkrachtige Rotterdam.
Op 29 maart 2023 werd Marcouch door de gemeenteraad van Arnhem aanbevolen voor een tweede termijn als burgemeester.

## Opvattingen
Marcouch heeft in 2009 het suikerfeest geopend in een homocafé in Amsterdam. Op 8 januari 2015 liep hij samen met de Amsterdams-Marokkaanse jongerenorganisatie Argan mee in een mars op de Dam naar aanleiding van de aanslag op Charlie Hebdo. Hiermee gaf hij aan op te willen komen voor de vrijheid van het beledigen van godsdiensten, zoals de islam. In een interview later dat jaar gaf Marcouch aan voorstander te zijn van een verbod op het volgen van de salafistische islam.

## Persoonlijk
Marcouch is gehuwd en heeft een zoon. Uit zijn eerste huwelijk heeft hij drie kinderen.